# Héroe Favorito
"Héroe Favorito" es una canción del cantante estadounidense Romeo Santos. La canción fue escrita por Romeo Santos y Joaquín Díaz, con la producción manejada por Romeo Santos y Matetraxx. Fue lanzada a minoristas digitales el 10 de febrero de 2017 a través de Sony Music Latin, como el primer sencillo lanzado del próximo tercer álbum de estudio de Santos, Golden. La canción debutó en primer lugar en Billboard's Latin Airplay chart.

## General
El audio de la canción se filtró en Internet antes de su lanzamiento. El 10 de febrero de 2017, la canción fue lanzada a iTunes Store y Tidal antes de lo esperado. Fue lanzado a todos los minoristas digitales importantes el 13 de febrero de 2017.
En una entrevista con la revista  Billboard , Santos dijo que la canción era acerca de "una chica con la que está enamorado y quiere ser su superhéroe para protegerla". Santos dijo: "Sus padres tratan de establecerla con este otro tipo, al menos desde mi perspectiva, ella no está muy entusiasmada con eso, así que en mi imaginación, yo soy como si yo fuera un superhéroe la protegería. Tengo fuerza como Hulk, subir hasta 100 pies a su balcón como El Hombre Araña, un montón de metáforas."

## Composición
La canción es descrita por Elias Leight de Billboard  como una "audaz combinación de jazz y bachata".

## Portada
Santos colaboró con Marvel Custom, la agencia de contenido y marketing de Marvel Comics, en la portada del sencillo, en la que estaba vestido de superhéroe. "Siempre tuve esta fascinación con los superhéroes", dijo Santos a  Billboard . "¿Quién no amaba a Hulk y Spider-Man?" El traje fue inspirado por el Punisher, también un personaje de Marvel.
"Quería una cosa oscura, de tipo Kevlar, Punisher, pero sin las armas", dijo Darren Sánchez, jefe de proyecto y editor de Marvel Custom. "Le gustaba la idea de una capa, pero no necesariamente quería una capa, así que fuimos con un abrigo que tenía el mismo tipo de mirada ondulada. No quería que fuera demasiado voluminoso, quería asegurarse de que era un tipo de cuerpo realista, dijo que le gustaban los colores más oscuros, pero que quería destacar, ya sea de oro o plata ". Los personajes de Marvel suelen tener un casco o una máscara, pero "Santos, una oscura máscara envolvente" fue creada para Santos. "Cuando es una celebridad, no quieres cubrir su rostro." La mitad de Iron Man, su casco está apagado. " Explicó Sánchez.

## Vídeo musical
El vídeo musical fue lanzado el 14 de febrero de 2017 en YouTube a través de Vevo. Fue dirigido Marc Klasfeld y filmado en Los Angles, contó con la participación de la actriz estadounidense Génesis Rodríguez. El vídeo muestra a Santos, como un chofer, usando sus super poderes para perseguir a su interés (Rodríguez), que es su clienta. Kelsey Garcia de PopSugar lo llamó un "vídeo dramático". Similarmente, Isabelia Herrera de Remezcla lo consideró como "un vídeo clásico de Romeo".

## Certificaciones
| País   | Organismo certificador | Certificación | Ventas certificadas | Ref.  |
| ------ | ---------------------- | ------------- | ------------------- | ----- |
| México | AMPROFON               | Oro           | 30,000              | [ 8 ] |